# ليزا (مغنية يابانية مواليد 1987)
ريسا أوريبي (باليابانية: 織部里沙)، وُلدت في 24 حزيران 1987، معروفة باسمها المسرحي ليزا، مغنية يابانية، كاتبة أغان وكلمات أغان من سيكي، كيفو، وقّعت مع ساكرا ميوزك ضمن «وكالة سوني ميوزك أرتست». بعد أن كانت تطمح إلى أن تصبح موسيقية في وقت مبكر من حياتها، بدأت مسيرتها الموسيقية مغنيةً في فرقة «إندي تشاكي».
بعد تفكك فرقة «تشاكي» سنة 2005، انتقلت ليزا إلى طوكيو سعيًا لتصبح مغنية منفردة، إذ ظهرت للمرة الأولى سنة 2010 تغني أغنيةً لمسلسل الإنمي التلفزيوني «إنجيل بيتس»، واحدةً من اثنين من المطربين للفرقة الخيالية «كيرلز ديد مونستر». في نيسان 2011، ظهرت للمرة الأولى منفردةً مع إصدار ألبومها المصغر «ليتررز توو يو». غنت في «أنيميلو سمر لايف» في آب سنة 2012، وهي ضيفة منتظمة في مهرجان إنمي آسيا.
عُرضت أغاني ليزا بوصفها موسيقى لبداية العديد من الرسوم المتحركة، مثل كيمتسو نو يايبا، وسورد آرت أون لاين. كانت أغانيها الفردية بانتظام في المراكز العشرة الأولى من قوائم أوريكون الاسبوعية، مع حصولها على شهادة «كروسنغ فيلد» البلاتينية من جمعية صناعة التسجيلات في اليابان، وحصولها على شهادة «اوث ساين» الذهبية. قدمت عرضًا في «نيبون بودوكان» سنة 2015 – 2014. سنة 2015، ظهرت للمرة الأولى في التمثيل، إذ مثلت في «مادج نيلسون» ضمن الدبلجة اليابانية لفيلم الرسوم المتحركة «منينز».

## الحياة المهنية

### السنوات الأولى والظهور الكبير الأول
ولدت أوريبي في محافظة جيفو في 24 حزيران 1987. تلقت دروسًا في العزف على البيانو بدءًا من سن الثالثة، ثم تلقت دروسًا في الرقص والصوت، استمرت خلال سنوات دراستها الإعدادية. في أثناء دراستها الإبتدائية شاركت في اختبار اداء أقيم في «نيبون بودوكان»، وخلال هذا الوقت قررت أن تصبح فنانة. في المدرسة الإعدادية شكلت فرقة غطت أغاني أفريل لافين، لاف سايكولادكو وإيجو رابين. بدأت أوريبي مسيرتها الغنائية سنة 2005 خلال سنتها الأولى في المدرسة الثانوية، عندما شكلت فرقة موسيقى روك مستقلة تغني أغاني أشخاص آخرين تُسمى «تشاكي». اختارت عدم الالتحاق بالجامعة للتركيز على عملها في فرقة «تشاكي»، و لكن في النهاية أصبح من الصعب عليهم الاستمرار في الأداء. بعد تفكك الفرقة في تموز 2008، انتقلت إلى طوكيو لمواصلة مسيرتها الغنائية. في طوكيو، شكلت أوريبي فرقة «لوف إز سيم أول» مع أعضاء من الفرقة المستقلة «باركنغ أوت» وبدأت باستخدام اسمها المسرحي ليزا، وهو أختصار «لوف إز سيم أول». أدت الفرقة مع ليزا ألبومها ليتررز فور يو، سنة 2010 ظهرت للمرة الأولى في أغنية لسلسلة الإنمي «إنجيل بيتس» واحدةً من اثنين من المطربين للفرقة الخيالية في قصة «كيرلز ديد مونستر». أصدرت 3 أغنيات وألبومًا واحدًا سنة 2010 تحت اسم «كيرلز ديد مونستر» على «كي ساوند ليبل» وأطلقت أول أغنية منفردة بعنوان «ثاوزن إنميز» في 12 أيار، صدرت الأغنية المنفردة الثانية «لتيل بريفر» في 9 حزيران، وبيعت الأغنية المنفردة الثالثة في 8 تشرين الثاني. أُطلق ألبوم «كيب ذه بيتس» في 30 حُزيران. قدمت ليزا أول ظهور لها في أنيميلو سمر لايف خلال الحفل سنة 2010 في 28 آب.

## النمط الموسيقي والتأثيرات
تُدرج ليزا أفريل لافين وأُويسس وكرين دي وبارامور وكيشا ورييانا ضمن من تأثرت بهم موسيقيًا، إضافةً إلى وقتها مع فرقة «تشاكي». كتبت ليزا كلمات بعض أغانيها في ألبوماتها «لاندسبيس» و لانجر»، إضافةً إلى كلمات أغانيها الفردية «برايت فلايت» و«شروشي» و«رايلي كو أراوند» مع مؤلف الأغاني شين فوريا. وصفت «دنس أميث أوف جي» ليزا بأنها شابة ذات أسلوب وغناء جميل ولديها القدرة على اتخاذ أنماط موسيقية مختلفة.

## الحياة الشخصية
أفاد شوكان بانشان أن ليزا و«تاتسو هيسا سوزوكي» كانا مخطوبين في أيار 2019. في كانون الثاني 2020 كشف الاثنان علنًا عن علاقتهما وأعلنا أنهما تزوجا.